# Cabinovia Schaufeljochbahn
La cabinovia Schaufeljochbahn è una cabinovia che collega la stazione a monte della funivia Eisgratbahn fino alla cima del Ghiacciaio dello Stubai, che ospita la piattaforma panoramica Top of Tyrol.

## Descrizione
Costruita nell'agosto del 2003, la stazione a valle corrisponde a quella a monte della funivia Eisgratbahn (secondo ramo), ad una quota di 2 883 m. s.l.m. Dalla stazione finale dell'impianto è possibile giungere alla piattaforma panoramica Top of Tyrol (a 3 210 m s.l.m.), e a poca distanza la cappella Schaufeljoch.

### Dati tecnici
La stazione a valle dell'impianto si trova a 2 883 m. s.l.m., mentre quella a monte a 3 166. La portata è di 2 400 persone ogni ora.

## Galleria d'immagini

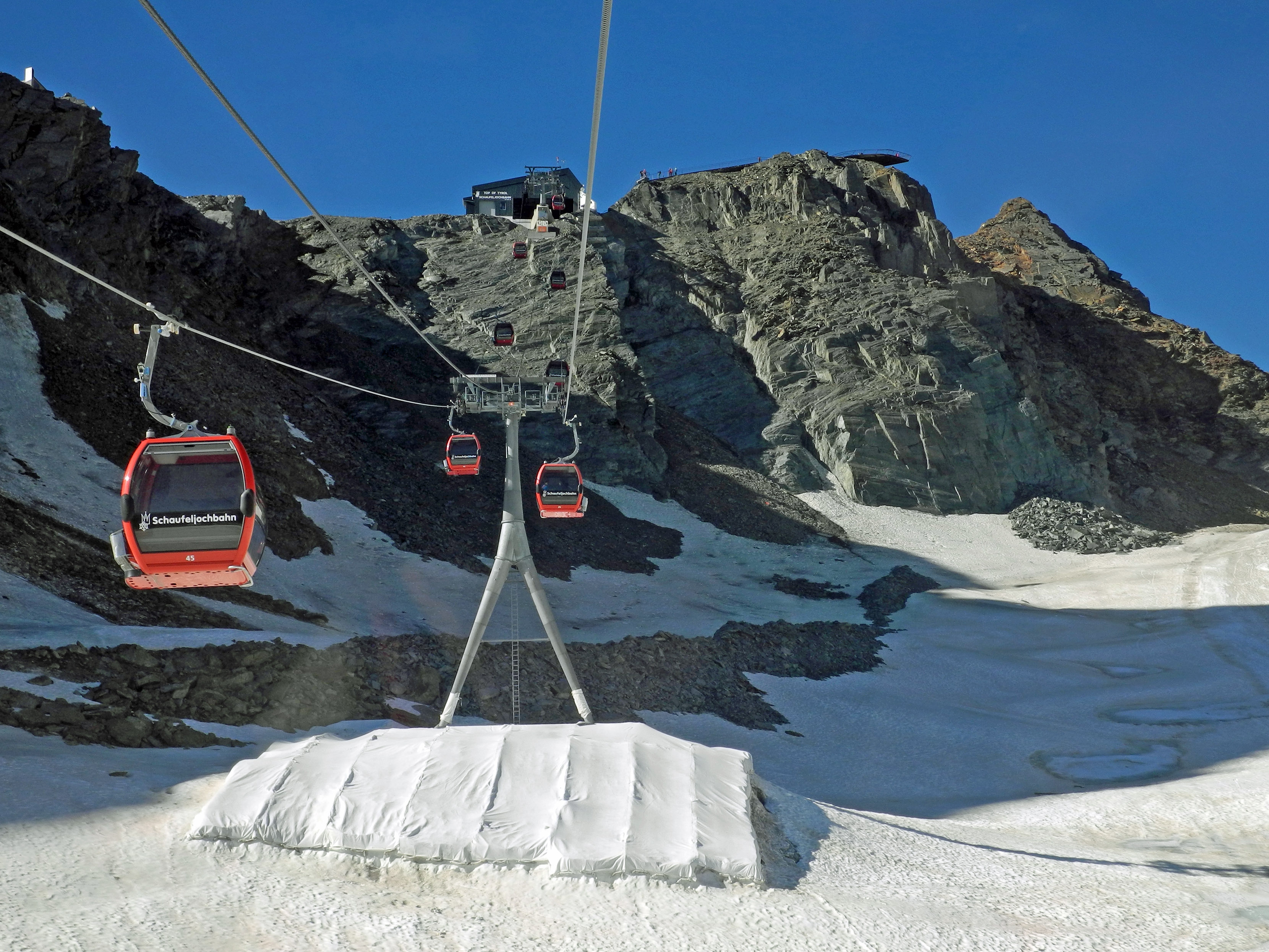
Percorso della cabinovia
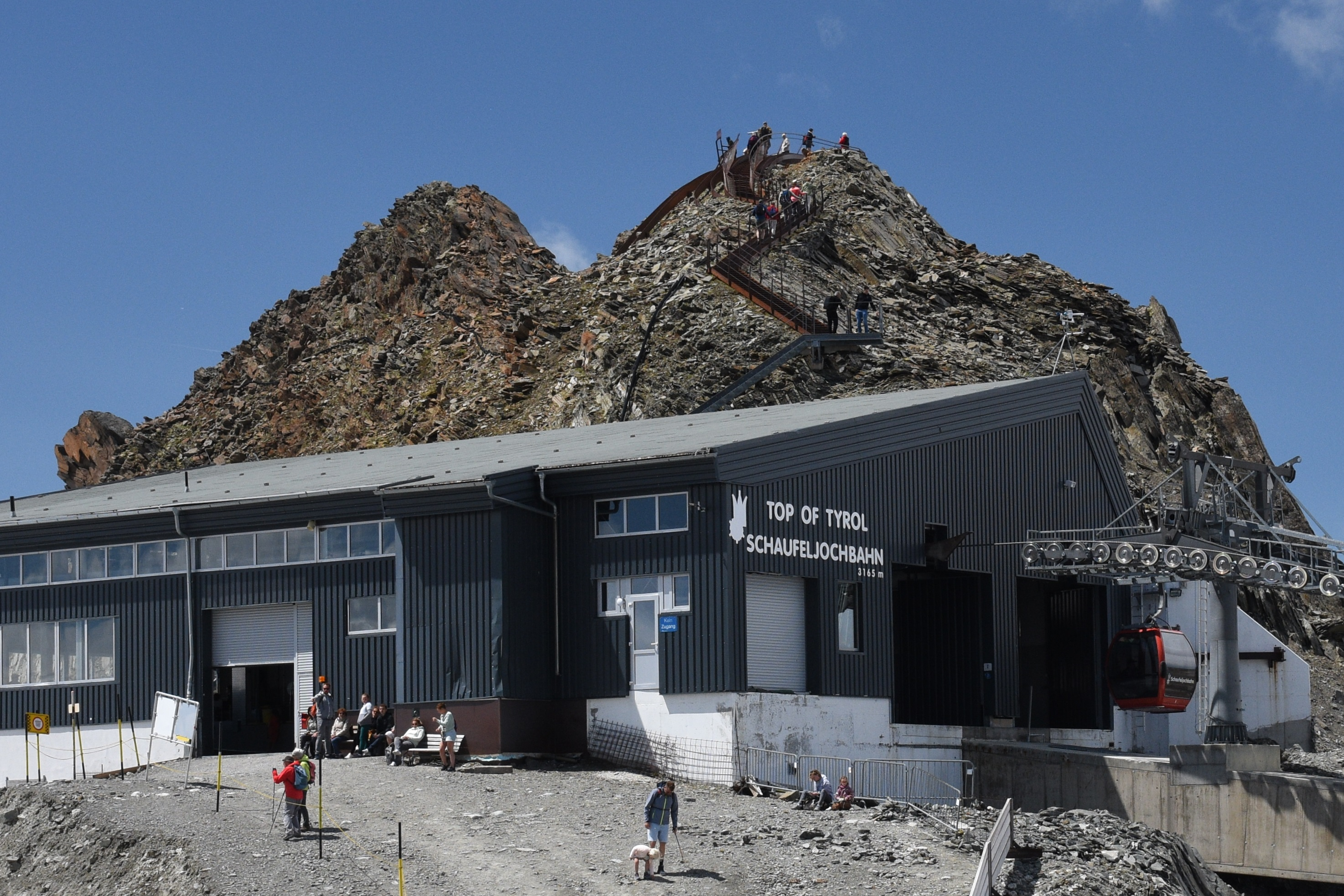
Stazione a monte
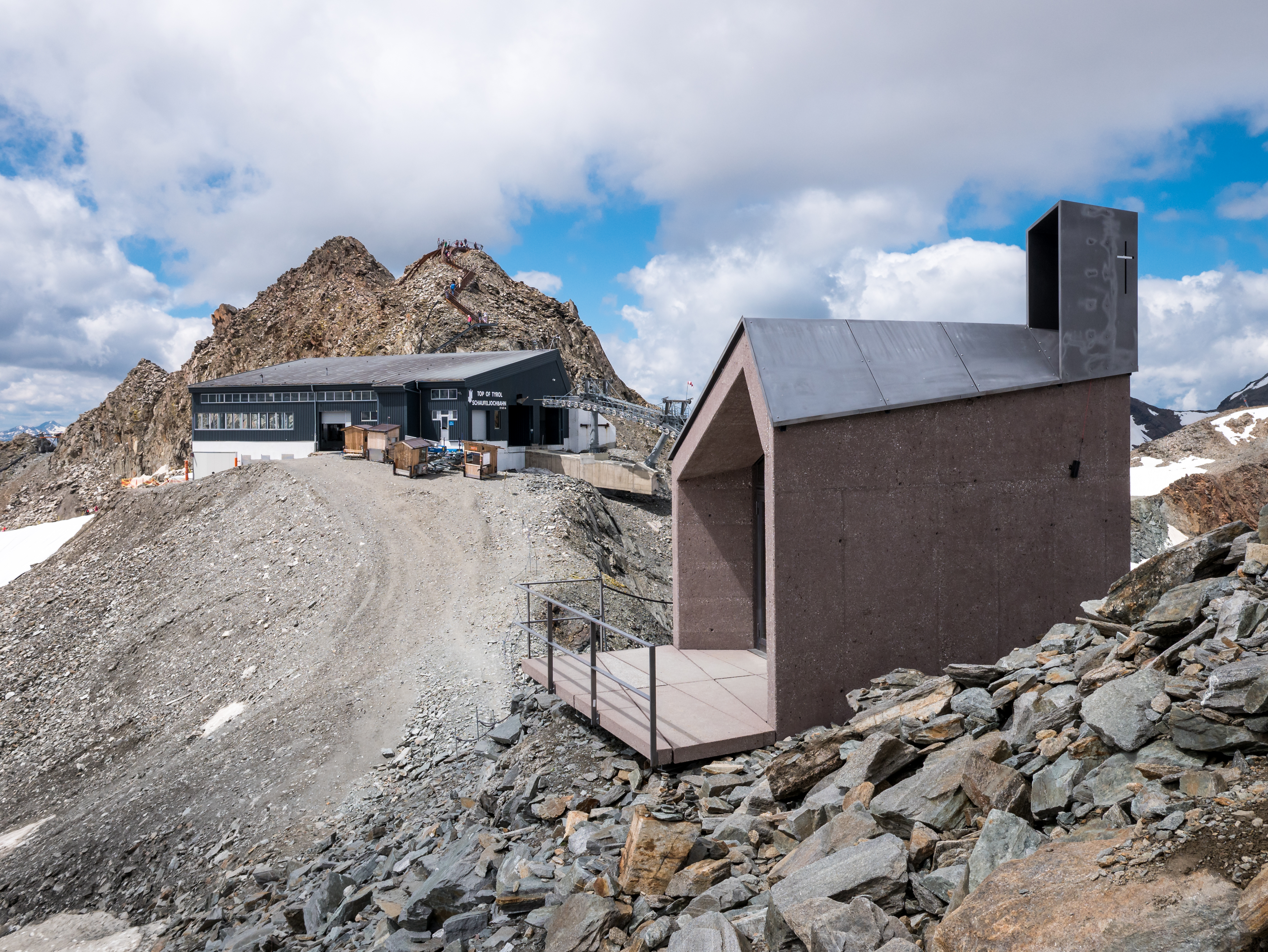
Cappella Schaufeljoch
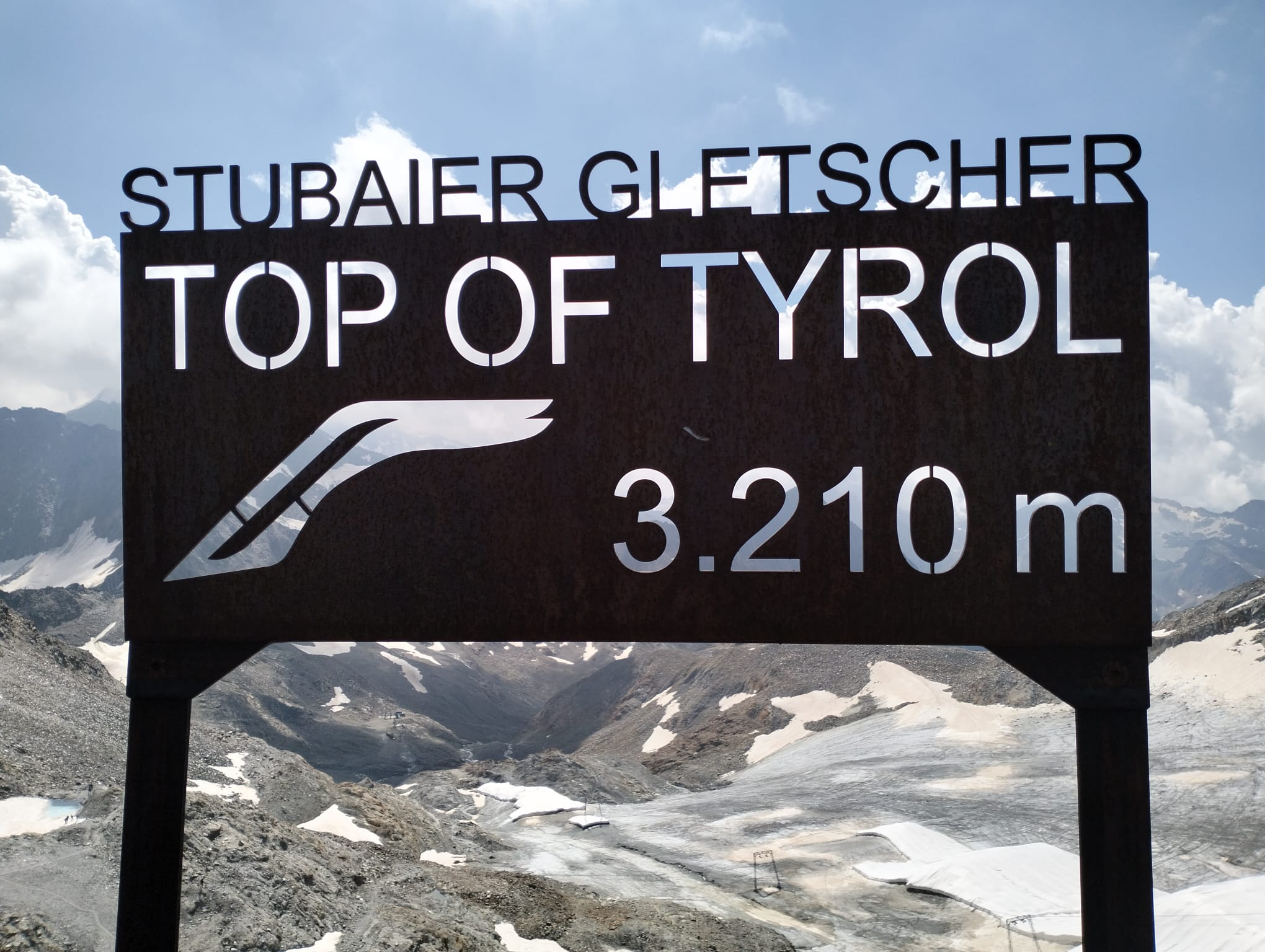
Piattaforma Top of Tyrol